# Свети Четиридесет севастийски мъченици (Банско)
Вижте пояснителната страница за други значения на Свети четиридесет мъченици.
„Свети Четиридесет севастийски мъченици“ (на македонска литературна норма: „Свети четириесет севастиски маченици“) е средновековна православна църква край струмишкото село Банско, Северна Македония. Част е от Струмишката епархия на Македонската православна църква – Охридска архиепископия.
Църквата е открита на 1,5 km северно от селото и на 1 km западно от пътя, който води към Банско от главния път Струмица – ГКПП Златарево – Ново село.
Църквата има основа на свободен кръст с развито апсидално пространство – дяконикон и проскомидия. Входът е от запад, а на изток са запазени остатъци от синтрон, което води до заключението, че е била епископска. Има иконостас от бял мрамор, от който са оцелели декоративни и конструктивни елементи. Църквата не е била вече епископска църква по време на епископ Мануил Струмишки във втората половина на XI век и според архитектурните особености и остатъците от живопис може да се предположи, че е от Комниново време, когато са издигнати доста сакрални обекти. Доизграждана е и в османския период.
През XX век в селото е построен Банският манастир със същото име.